# Metoxifluran
Metoxifluranl este un anestezic general de tip eter halogenat, utilizat pentru inducerea și menținerea anesteziei generale. Este un lichid volatil și se administrează inhalator.

## Utilizări medicale
- Anestezie generală, inducere și menținere[11]

## Reacții adverse
Poate produce somnolență, anxietate și tuse. Ca efecte severe, poate produce probleme la nivel renal și hepatic și hipertermie malignă.